# Glee: The Music, The Rocky Horror Glee Show
Glee: The Music, The Rocky Horror Glee Show je třetí EP amerického televizního seriálu Glee. Album vyšlo 19. října 2010. Obsahuje sedm písní z páté epizody druhé série s názvem Rocky Horror Glee Show, která se poprvé vysílala 26. října 2010 na televizním kanálu Fox. V tomto díle vystupuje sbor s komediálním hororovým muzikálem The Rocky Horror Show z roku 1973.

## Tracklist
Všechny písně napsal a složil Richard O'Brien.
| Číslo skladby | Název skladby                                      | Délka |
| ------------- | -------------------------------------------------- | ----- |
| 1             | „Science Fiction Double Feature“                   | 4:28  |
| 2             | „Damn It, Janet“                                   | 2:41  |
| 3             | „Whatever Happened to Saturday Night?“             | 3:04  |
| 4             | „Sweet Transvestite“                               | 2:59  |
| 5             | „Touch a Touch a Touch a Touch Me“                 | 2:29  |
| 6             | „There's a Light (Over at the Frankenstein Place)“ | 2:33  |
| 7             | „Time Warp “                                       | 3:13  |

## Interpreti
- Dianna Agron
- Chris Colfer
- Heather Morris
- Jayma Mays
- Kevin McHale
- Lea Michele
- Cory Monteith
- Matthew Morrison
- Naya Rivera
- Amber Riley
- Jenna Ushkowitz

## Hostující interpreti
- John Stamos

## Vokály
- Adam Anders
- Nikki Anders
- Kamari Copeland
- Tim Davis
- Missi Hale
- Tobias Kampe-Flygare
- Storm Lee
- David Loucks
- Windy Wagner

## Datum vydání
| Oblast                 | Datum vydání    | Formáty (CD, dostupno ke stažení) |
| ---------------------- | --------------- | --------------------------------- |
| Kanada                 | 19. října 2010  | CD, dostupno ke stažení           |
| Německo                | 19. října 2010  | CD                                |
| Irsko                  | 19. října 2010  | dostupno ke stažení               |
| Spojené státy americké | 19. října 2010  | CD, dostupno ke stažení           |
| Japonsko               | 26. října 2010  | CD                                |
| Austrálie              | 29. října 2010  | CD, dostupno ke stažení           |
| Čínská republika       | 15. května 2011 | CD                                |